# غريفينسكايا
غريفينسكايا (بالروسية: Гривенская) هي مدينة في مقاطعة كراسنودار كراي في روسيا. يبلغ عدد سكانها حوالي 5113 نسمة.